# 20. децембар
20. децембар (20.12.) је 354. дан године по грегоријанском календару (355. у преступној години). До краја године има још 11 дана.

## Догађаји
- 69 — Војска одана римском војсковођи Веспазијану је ушла у Рим и збацила цара Вителија.
- 1192 — Аустријски војвода Леополд V је заробио енглеског краља Ричарда Лављег Срца приликом његовог повратка у Енглеску након склапања мира са Саладином.
- 1522 — Сулејман Величанствени је у опсади Родоса прихватио предају преосталих Витезова са Родоса, којима је дозволио да се евакуишу.
- 1582 — У Француској прихваћен Грегоријански календар.
- 1860 — Јужна Каролина је постала прва савезна држава која је покушала да се отцепи од САД.
- 1912 — У Лондону почела мировна конференција Турске и балканских земаља, после победе балканских савезника и освајања готово свих турских поседа у Европи. Конференција завршена потписивањем Лондонског мировног уговора 30. маја 1913, којим се Турска одрекла европских провинција до линије Енос-Мидија, али су сукоби балканских савезника око разграничења водили у нови рат.
- 1915 — Последње аустралијске трупе су евакуисане са Галипоља.
- 1917 — Основана је Чека, прва совјетска тајна полиција.
- 1924 — Адолф Хитлер је пуштен из затвора Ландсберг.
- 1945 — Карл Ренер изабран за првог председника аустријске Друге републике.
- 1951 — У Ајдаху је почела с радом прва експериментална нуклеарна електрана која је производила електричну енергију.
- 1960 — Основан Фронт националног ослобођења Јужног Вијетнама, комунистичко политичко крило антиамеричких герилских снага Вијетконг.
- 1970 — Под притиском радничких немира и штрајкова у Пољској, оставку поднео шеф владајуће Пољске уједињене радничке партије Владислав Гомулка. Наследио га Едвард Гјерек.
- 1971 — Председник Пакистана Ага Мохамед Јаја Кан поднео оставку после пораза пакистанских трупа у рату са Индијом у Источном Пакистану и предао власт Зулфикару Али Бутуу.
- 1986 — У највећим демонстрацијама од почетка Културне револуције у Кини, преко 30.000 студената протестовало у Шангају тражећи демократске слободе.
- 1987 — У судару филипинског ферибота Доња Паз и једног танкера, најтежој мирнодопској несрећи на мору, преживело је 24 од 4.397 путника и чланова посаде ферибота.
- 1989 — САД почеле инвазију на Панаму с 12.000 војника, којима се придружило још толико америчких војника стационираних у Панами, ради збацивања бившег америчког штићеника, премијера Мануела Антонија Норијеге.
- 1990 — Шеф совјетске дипломатије Едуард Шеварнадзе, кључна личност совјетских реформи које су довеле до окончања Хладног рата, поднео оставку упозоривши Парламент на опасност успостављања диктаторског поретка у земљи.
- 1991 — Председник реформске владе СФРЈ Анте Марковић поднео оставку због опструкције реформског програма Савезне владе коју су спроводили републички политички лидери. Марковић није хтео да прихвати савезни буџет који је назвао ратним буџетом. После његове оставке реформе заустављене, а Југославија се убрзо распала.
- 1992 — У Југославији одржани превремени савезни, републички и локални избори. На изборима за председника Србије Слободан Милошевић у првом кругу победио Милана Панића. Представници опозиције указали на бројне неправилности и манипулације током избора.
- 1995 — Амерички авион "боинг 757" са 164 путника и члана посаде, који је летео од Мајамија ка колумбијском граду Кали, срушио се у планинама југозападне Колумбије. Несрећу преживело четворо људи и један пас.
- 1996 — У Београд допутовала комисија ОЕБС на челу с бившим премијером Шпаније Фелипеом Гонзалезом како би испитала регуларност локалних избора у Србији пошто је, под притиском иностране јавности и свакодневних протеста широм Србије, председник Слободан Милошевић био присиљен да прихвати арбитражу ОЕБС.
- 1998 — Американка нигеријског порекла Нкем Чукву родила осморке, што је био први такав познат случај. Најмања беба умрла седам дана касније.
- 1999 — Португалија је вратила Макао Кини.
- 1999 — На основу оптужнице Међународног суда за ратне злочине, СФОР ухапсио генерал-потпуковника Војске Републике Српске Станислава Галића, команданта Сарајевско-романијског корпуса од октобра 1992. до маја 1994. Галића 5. децембра 2003. Хашки трибунал осудио на 20 година затвора због злочина против човечности над цивилима у Сарајеву од 1992. до 1994.
- 2001 — Савет безбедности Уједињених нација усвојио резолуцију о слању Међународних безбедносних снага за помоћ Авганистану под командом Велике Британије, као подршку привременој антиталибанској влади.
- 2002 — У Немачкој, на основу потернице Интерпола, ухапшена власница пропале пирамидалне „Дафимент банке“ Дафина Милановић и изручена Београду, где је оптужена за проневеру око 19 милиона марака.

## Рођења
- 1861 — Ивана Кобилца, словеначка сликарка. (прем. 1926)[1]
- 1890 — Јарослав Хејровски, чешки хемичар и проналазач, добитник Нобелове награде за хемију (1959). (прем. 1967)[2]
- 1894 — Мара Ђорђевић-Малагурски,  буњевачко-српска књижевница и етнограф. (прем. 1971)[3]
- 1898 — Ајрин Дан, америчка глумица и певачица. (прем. 1990)[4]
- 1933 — Рик ван Лој, белгијски бициклиста. (прем. 2024)[5]
- 1948 — Алан Парсонс, енглески инжењер звука, музичар и музички продуцент.[6]
- 1950 — Артуро Маркез, мексички композитор.[7]
- 1954 — Зоран Љ. Петровић, српски инжењер електротехнике и физичар, редовни члан Српске академије наука и уметности.[8]
- 1955 — Дара Џокић, српска глумица.
- 1956 — Дамир Десница, хрватски фудбалер.[9]
- 1957 — Ана Виси, грчко-кипарска музичарка и глумица.
- 1960 — Ким Ки Дук, јужнокорејски редитељ, продуцент и сценариста. (прем. 2020)
- 1964 — Млађан Динкић, српски економиста и политичар.[10]
- 1969 — Никусор Дан, Румунски политичар
- 1980 — Мартин Демикелис, аргентински фудбалер.[11]
- 1980 — Ешли Кол, енглески фудбалер.[12]
- 1981 — Жилијен Бенето, француски тенисер.[13][14]
- 1983 — Ламин Дијара, сенегалски фудбалер.[15][16]
- 1983 — Биљана Мишић, српска глумица.
- 1983 — Џона Хил, амерички глумац, редитељ, продуцент, сценариста и комичар.[17]
- 1985 — Ања Станић, српска глумица.
- 1990 — ЏоЏо, америчка музичарка и глумица.[18]
- 1991 — Жоржињо, бразилско-италијански фудбалер.[19]
- 1992 — Лои Диони, француски фудбалер.
- 1994 — Димитриос Аграванис, грчки кошаркаш.[20]
- 1997 — Деарон Фокс, амерички кошаркаш.[21]
- 1998 — Килијан Мбапе, француски фудбалер.[22]

## Смрти
- 1917 — Лисјен Пети Бретон, француски бициклиста. (рођ. 1882)
- 1937 — Ерих Лудендорф, немачки генерал, политичар и војни теоретичар. (рођ. 1865)[23]
- 1968 — Џон Стајнбек, амерички писац, добитник Нобелове награде за књижевност (1962). (рођ. 1902)[24]
- 1974 — Ристо Стијовић, југословенски и српски вајар. (рођ. 1894)[25]
- 1982 — Артур Рубeнштајн, пољско-амерички пијаниста. (рођ. 1887)
- 1996 — Карл Сејган, амерички астроном, космолог, астрофизичар, астробиолог, писац и популаризатор науке. (рођ. 1934)[26]
- 1997 — Босиљка Боци, српска глумица. (рођ. 1932)
- 1998 — Алан Хоџкин, енглески физиолог и биофизичар, добитник Нобелове награде за физиологију или медицину (1963). (рођ. 1914)
- 2000 — Вера Дедовић, српска глумица. (рођ. 1969)[27]
- 2001 — Леополд Седар Сенгор, сенегалски песник и политичар, 1. председник Сенегала. (рођ. 1906)[28]
- 2009 — Британи Марфи, америчка глумица и певачица. (рођ. 1977)[29]
- 2018 — Михајло Митровић, српски архитекта. (рођ. 1922)[30]
- 2021 — Горан Собин, хрватски кошаркаш. (прем. 1963)

## Празници и дани сећања
- Српска православна црква данас прославља
  - Свети Амвросије
  - Преподобни Григорије Горњачки
- Дан Математичког факултета Универзитета у Београду